# 阿兰·斯特恩
阿兰·斯特恩（英語：Alan Stern，1957年11月22日—）是一位美国工程师和行星科学家，是新视野号任务的首席研究员和月球快遞公司的首席科学家。